# 萨勒河畔萨尔
萨勒河畔萨尔是德国巴伐利亚州的一个市镇。总面积21.57平方公里，总人口1469人，其中男性734人，女性735人（2011年12月31日），人口密度68人/平方公里。